# NSA – Nationales Sicherheits-Amt
NSA – Nationales Sicherheits-Amt ist ein kontrafaktischer Roman von Andreas Eschbach aus dem Jahr 2018.

## Handlung
Der Roman spielt in einer alternativen Welt, in der die von Charles Babbage erfundene Analytische Maschine schon Ende des 19. Jahrhunderts zu einem elektrisch betriebenen Computer weiterentwickelt wurde. Darauf folgte, noch zur Kaiserzeit, die Gründung des Nationalen Sicherheits-Amtes (kurz NSA), welches den gesamten Datenverkehr im „Weltnetz“ überwacht und abspeichert. Sein Hauptsitz und hauptsächlicher Handlungsort des Romans befinden sich in Weimar.
Hauptfiguren des Romans sind Helene Bodenkamp und Eugen Lettke.
Bodenkamp ist eine der besten "Programmstrickerinnen" (im Roman ein klassischer Frauenberuf) ihrer Zeit. Sie bemerkt bei ihrer Arbeit im NSA, die zur Aufdeckung von Gegnern des Dritten Reichs beiträgt, mehr und mehr, wie sie damit auch ihre eigenen Freunde in Gefahr bringt. Von ihrer Familie, insbesondere von ihrer Mutter, erfährt sie regelmäßig Kritik, da sie nicht darauf aus ist, zu heiraten und Kinder zu gebären.
Lettke ist der als reinrassiger Arier klassifizierte Sohn eines Weltkriegshelden, Analyst im NSA und Sadist. Er ist davon geprägt, dass er in seiner Jugendzeit mittels gezinkter Karten beim Strip-Poker hereingelegt wurde und ist nun davon besessen, sich an den an der Aktion beteiligten Mädchen zu rächen. Dazu nutzt er verbotenerweise seine Möglichkeiten beim NSA aus, um an kompromittierende Daten zu gelangen (später um diese zu fälschen), womit er die Frauen zu sexuellen Gegenleistungen erpresst. Später sucht er sich zahlreiche weitere, völlig unschuldige Opfer.
Nach der Machtergreifung Hitlers im Jahr 1933 verordnen die Nationalsozialisten die Abschaffung des Bargeldes, außerdem fördern sie die Einführung tragbarer Volkstelephone. Noch erkennen sie die Möglichkeiten nicht, die ihnen die Überwachung des Weltnetzes, der Votels und des bargeldlosen Zahlungsverkehrs bringen könnte.
Bei Helene taucht eines Tages ein alter Bekannter namens Arthur auf, der von der Ostfront desertiert ist; sollte man ihn finden, droht ihm der Tod durch Erschießung. Helenes Freundin Marie und deren Mann Otto Aschenbrenner verstecken ihn bereitwillig in einem gut ausgebauten Versteck unter einem Heuhaufen in ihrer Scheune. Das Versteck hatten sie eigentlich für zwei Juden vorbereitet, die dann aber nicht erschienen waren. Helene findet in Lettkes Büro Kondome (deren Besitz strafbar ist), von denen sie einige stiehlt, um mit Arthur schlafen zu können, ohne schwanger zu werden.
Während des Zweiten Weltkriegs kämpft das NSA um seinen Erhalt. Helene und insbesondere Lettke, der Angst hat, zum Kriegseinsatz eingezogen zu werden, geben ihr Bestes, die Überwachungsprogramme zu perfektionieren. Dadurch will der NSA seine Daseinsberechtigung beweisen. Es zeigt sich, dass durch das Zusammenführen der zahlreichen gespeicherten Daten ungeahnte Rückschlüsse auf den Einzelnen gezogen werden können. So werden Programme geschrieben, mit denen aus dem Kaufverhalten Hinweise auf untergetauchte Juden gesucht werden: Rechnet man zusammen, wie viel Nahrungsenergie pro Kopf im Dritten Reich konsumiert wird und filtert dann heraus, in welchen Wohnungen sich überdurchschnittlich hohe Werte ergeben, so kann man auf versteckte Personen schließen. So wird anlässlich eines Besuchs Heinrich Himmlers im NSA 1942 werbewirksam die Funktion demonstriert und das Versteck Anne Franks in der Prinsengracht 263 und weiterer nach Amsterdam geflüchteter Juden gefunden. 
Als das Programm weiterentwickelt wird und den Kauf verdächtiger Gegenstände analysiert, fürchtet Helene um Arthur. Sie beschafft sich verbotenerweise Administratorzugriff und fälscht mit Hilfe eines von ihr geschriebenen Programms reichsweit zahlreiche Daten, die dazu geführt hätten, dass viele weitere versteckte Personen, unter anderem auch Arthur, entdeckt worden wären.
Bei der Suche nach der letzten der Frauen, die ihn damals gedemütigt hatten und die in die USA ausgewandert ist, stößt Lettke auf Rechnern der Universität Berkeley auf die amerikanischen Pläne zum Bau der Atombombe. Er wird dafür von Hitler persönlich gelobt, der deutschen Wissenschaftlern wie Werner Heisenberg und Otto Hahn vorwirft, dass sie nicht selbst den Bau einer solchen Bombe ins Auge gefasst haben.
Als das NSA dem Reichssicherheitshauptamt unterstellt wird, werden die Manipulationen und zu Privatzwecken geführten Recherchen offenbart. Sowohl Helene Bodenkamp als auch Eugen Lettke werden umgehend suspendiert. 
Helene kommt unter Hausarrest. In ihrer Angst, Arthur könnte nun entdeckt werden, willigt sie zur Freude ihrer Eltern in eine Heirat mit dem SS-Offizier Ludolf von Argensleben ein, der schon lange um sie wirbt. Im Gegenzug für die Heirat arrangiert Ludolf, der Helene tatsächlich anwidert, die Ausreise Arthurs nach Brasilien, die auch gelingt.
Lettke, dessen Mutter bei einem Fliegerangriff umgekommen ist, muss sich nach seiner Suspendierung in Berlin melden, um in den Kampfeinsatz nach Stalingrad geschickt zu werden. Daraufhin fasst er den Entschluss, sich selbst zu töten. Er quartiert sich im Hotel Kaiserhof ein, um sich dort mit der Pistole seines Vaters zu erschießen. Eine am NSA entwickelte Künstliche Intelligenz hält sein Benehmen jedoch für auffällig und die Polizei taucht im Hotel auf. Lettke schießt sich in den Kopf, der Suizidversuch misslingt jedoch: Er ist noch lebensfähig und bei Bewusstsein, kann aber keinen Kontakt zur Außenwelt aufnehmen. Da er als Arier der Klasse AAA gute Erbanlagen hat, wird er für das Programm Lebensborn regelmäßig zur Samenspende benutzt und vegetiert fortan in diesem Zustand vor sich hin.
Helene versucht, nach Brasilien zu Arthur zu fliehen. Durch eine neuartige, durch KI ermöglichte Methode der Gesichtserkennung wird dies jedoch vereitelt. Noch während sie eingesperrt ist, werden London und Moskau von deutschen Atombomben zerstört; die USA schließen mit dem Dritten Reich einen Friedensvertrag und der Zweite Weltkrieg ist beendet. Kurz darauf erfährt Helene, dass Arthur unter dem Eindruck des deutschen Sieges Suizid begangen hat.
Später wird angedeutet, dass das Deutsche Reich nun von Paris bis Kiew reicht und wohl ein kalter Krieg samt Wettrüsten mit Amerika beginnen sollte.
Das unerträgliche Zusammenleben mit Ludolf auf seinem brandenburgischen Gut und die Angst, doch von ihm schwanger zu werden, hält Helene nicht mehr aus und schreibt Adolf Hitler beleidigende Texte ins „Deutsche Forum“. Daraufhin kann auch Ludolf nicht mehr verhindern, dass sie, wie von ihr beabsichtigt, ins Konzentrationslager Auschwitz II deportiert wird, wo Zwangsarbeit ihr Leben bestimmt. Letztlich jedoch wird sie von ihrem ehemaligen Vorgesetzten am NSA, Dr. Danzer, und Josef Mengele mittels eines durch KI auf sie maßgeschneidertes Gehirnimplantats in ihrer Persönlichkeit verändert. Nach der Operation hat sich Helene in eine Nationalsozialistin verwandelt, die Adolf Hitler glühend liebt.

## Rezeption

### Kritiken
Der Roman erhielt durchweg positive Kritiken. Vielfach wird herausgestellt, wie erschreckend und bedrückend die dargestellte Handlung dadurch wirkt, dass sie leicht auf die Realität übertragen werden kann:

„‚NSA – Nationales Sicherheits-Amt‘ hat mich sehr beeindruckt, auch wenn ich das Buch aus Abscheu vor Lettke am liebsten manchmal in die Ecke geschmissen hätte. Das Gedankenexperiment gelingt und der Roman konnte mich auch sprachlich überzeugen. Eschbach geht in seinen Konsequenzen sehr weit und bleibt dabei erschreckend realistisch, so dass das Ende kaum zu ertragen ist.“

### Auszeichnungen
- WDR Publikumspreis – Mein Hörbuch 2018 (im Rahmen des Deutschen Hörbuchpreises): Nominiert, aber nicht gewonnen.[2][3]
- Kurd-Laßwitz-Preis – Gewinner in der Kategorie „Bester deutschsprachiger SF-Roman“.[4]

## Ausgaben
- 2018 Erstausgabe bei Lübbe
  - Hardcover – ISBN 978-3-7857-2625-9.
  - E-Book – ISBN 978-3-7325-6061-5.
  - Hörbuch (gekürzt), gelesen von Laura Maire, 10 CDs – ISBN 978-3-7857-5763-5
  - Hörbuch (ungekürzt), gelesen von Laura Maire, 3 MP3 CDs – ISBN 978-3-7857-8031-2